# Гумель
Гумель (словац. Humel) — річка у регіоні Турня в Словаччині, ліва притока Златної, протікає в окрузі Кошиці-околиця.
Довжина приблизно 6.8-7.0 км. Витік знаходиться в масиві Воловські гори (частина Койшовська Ґоля — Три Студні) — на висоті близько 820 метрів. Протікає Кошицькою улоговиною — територією міста Медзев.
Впадає в Златну на висоті приблизно 335—340 метрів.